# UK Jive
Albums de The Kinks
Live: The Road
(1988) Phobia
(1993)
Singles
1. Down All the Days (To 1992)
Sortie : 25 septembre 1989
2. How Do I Get Close
Sortie : 19 février 1990

UK Jive est un album du groupe de rock britannique The Kinks sorti en 1989. Il s'agit de leur deuxième et dernier pour le label MCA, qui met un terme à leur contrat en raison de son échec commercial.

## Accueil critique
Sur AllMusic, Stephen Thomas Erlewine décrit UK Jive comme meilleur que son prédécesseur, Think Visual, mais il regrette le niveau inégal des chansons. Il distingue tout particulièrement Aggravation et la chanson-titre. L'album reçoit la note de 2/5.

## Titres
Toutes les chansons sont écrites et composées par Ray Davies, sauf mention contraire.
| 1. | Aggravation         | 6:10 |
| 2. | How Do I Get Close? | 5:07 |
| 3. | UK Jive             | 3:49 |
| 4. | Now and Then        | 3:32 |
| 5. | What Are We Doing?  | 3:38 |

| 6.  | Entertainment               |             | 4:19 |
| 7.  | War Is Over                 |             | 3:41 |
| 8.  | Down All the Days (To 1992) |             | 4:57 |
| 9.  | Loony Balloon               |             | 5:03 |
| 10. | Dear Margaret               | Dave Davies | 3:27 |

La version CD de l'album, parue au même moment que le 33 tours, inclut deux chansons supplémentaires.
| 11. | Bright Lights     | Dave Davies | 3:28 |
| 12. | Perfect Strangers | Dave Davies | 6:26 |

## Musiciens
- The Kinks :
  - Ray Davies : chant, guitare, claviers
  - Dave Davies : guitare solo, chant
  - Jim Rodford : basse
  - Bob Henrit : batterie

- Avec :
  - Mick Avory : batterie sur Entertainment